# 安念祖
安念祖（1780年—1843年），字小補，號景林，江苏金匮（今江苏省无锡市锡山区）人，清朝诗人、音乐家，著有《古韵溯源》及《眾香閣詩艸》。

## 简介
安念祖生于乾隆四十五年（1780年）三月二十四日，卒于道光二十三年（1843年）七月十四日。其父安吉亦擅长韵律。道光十九年（1839年），与华湛恩一同撰写《古韵溯源》。